# كبير النقاشين في دار سك العملة الأمريكية
النقاش الرئيسي في دار سك العملة الأمريكية(بالإنجليزية: Chief Engraver of the United States Mint) هو أعلى عضو في طاقم دار سك العملة الأمريكية.
النقاش الرئيسي هو الشخص المسؤول عن تصميم العملات ونقش القوالب في جميع دور سك العملة الأربعة في الولايات المتحدة: فيلادلفيا ودنفر وسان فرانسيسكو ووويست بوينت. أنشأ الكونجرس هذا المنصب بموجب قانون العملة لعام 1792 ووضع ضمن وزارة الخزانة التي تنتج العملات المتداولة للولايات المتحدة. في عام 1990 -بعد استقالة إليزابيث جونز- أصبح منصب كبير النقاشين شاغرًا وفي عام 1996 بموجب القانون العام 104-208 ألغاه الكونجرس.
في 3 فبراير 2009 عيّن مدير دار سك العملة إدموند سي موي جون ميركانتي في منصب كبير النقاشين، مع تحديد مكتب الشؤون العامة في دار سك العملة الواجبات والصلاحيات. ولم يكن التعيين بمثابة استعادة للمنصب الأصلي الذي وافق عليه الكونجرس بل كان ترقية مؤقتة قابلة للتجديد سنويًا لحامل منصب واحد لمدة لا تزيد على خمس سنوات. وبعد تقاعد ميركانتي في عام 2010 ظل المنصب شاغراً حتى فبراير 2019 عندما عين جوزيف مينا في المنصب.

## قائمة النقاشين الرئيسيين
| صورة | اسم              | مدة الخدمة                 |
| ---- | ---------------- | -------------------------- |
|      | روبرت سكوت       | 1793 حتى وفاته في عام 1823 |
|      | وليام نياس       | 1824 حتى وفاته في عام 1840 |
|      | كريستيان جوبريشت | 1840 حتى وفاته في عام 1844 |
|      | جيمس ب. لونجاكر  | 1844 حتى وفاته في عام 1869 |
|      | وليام باربر      | 1869 حتى وفاته في عام 1879 |
|      | تشارلز إي. باربر | 1880 حتى وفاته في عام 1917 |
|      | جورج تي مورغان   | 1917 حتى وفاته في عام 1925 |
|      | جون ر. سينوك     | 1925 حتى وفاته في عام 1947 |
|      | جيلروي روبرتس    | من 1948 إلى 1964           |
|      | فرانك جاسبارو    | من 1965 إلى 1981           |
|      | إليزابيث جونز    | من 1981 إلى 1991           |
|      | شاغر             | من 1991 إلى 2006           |
|      | جون ميركانتي     | من 2006 إلى 2010           |
|      | شاغر             | من 2010 إلى 2019           |
|      | جوزيف منة        | من فبراير 2019 حتى الآن    |